# WPHN
WPHN est une station de radio agréée à Gaylord (Michigan) émettant sur 90.5 FM. WPHN diffuse un format se composant de Musique chrétienne contemporaine, ainsi que de certains enseignements et échanges chrétiens, et est la station phare de The Promise FM. La station sert le Nord du Michigan et appartient à la Northern Christian Radio.  

## Emetteurs
WPHN est également écouté à Newberry (Michigan) via un émetteur sur 88.7 FM, ainsi qu'à Petoskey, via un émetteur sur 99.7 FM.
| Indicatif | Fréquence | Ville de licence    | FID   | PAR (W) | Catégorie | FCC |
| --------- | --------- | ------------------- | ----- | ------- | --------- | --- |
| W204AQ    | 88.7 FM   | Newberry (Michigan) | 37810 | 11      | D         | LMS |
| W259AH    | 99.7 FM   | Petoskey            | 88079 | 10      | D         | LMS |